# Amphineurus maculosus
Amphineurus (Amphineurus) maculosus là một loài ruồi trong họ Limoniidae. Chúng phân bố ở miền Australasia.